# Son Servera
Son Servera er en by og kommune i det østlige Spanien på øen Mallorca i provinsen De Baleariske Øer. Den har et indbyggertal på 12.261 (2024) indbyggere.